# Saison 2012 de l'équipe cycliste Omega Pharma-Quick Step
Vous lisez un « bon article » labellisé en 2013.
La saison 2012 de l'équipe cycliste Omega Pharma-Quick Step est la dixième saison au total pour la formation belge, mais la première saison de l'équipe avec le nouveau sponsor Omega Pharma, arrivé de l'ancienne Omega Pharma-Lotto, et Quick Step, déjà sponsor de la formation les années précédentes, après un rapprochement fait en cours d'année 2011. En tant qu'équipe World Tour, l'équipe participe à l'ensemble du calendrier de l'UCI World Tour, du Tour Down Under en janvier au Tour de Pékin en octobre. Parallèlement, Omega Pharma-Quick Step peut participer aux courses des circuits continentaux de cyclisme.
Les coureurs principaux de cette équipe sont Tom Boonen et Sylvain Chavanel, issus de la formation Quick Step, ainsi que les recrues Levi Leipheimer et Tony Martin.
L'équipe, victorieuse à de nombreuses reprises à la fois sur le World Tour et sur trois circuits continentaux, gagne notamment deux classiques monuments, grâce à Tom Boonen, et obtient la victoire lors du premier championnat du monde de contre-la-montre par équipes de marques. Quatrième du classement mondial par équipes de l'Union cycliste internationale (UCI), la formation belge voit son meilleur représentant, Tom Boonen, occuper la troisième place du classement individuel.

## Préparation de la saison 2012

### Sponsors et financement de l'équipe
Depuis 2011, l'équipe est portée par la société Decolef, détenue par l'homme d'affaires tchèque Zdeněk Bakala à 70 %, par Patrick Lefevere, manager de l'équipe, à 20 % et par l'homme d'affaires néerlandais et ancien chief executive officer (CEO) de Belgacom Bessel Kok à 10 %,,,.
Le budget de l'équipe pour l'année 2012 est de 13,5 millions d'euros. Ses deux principaux sponsors, la société pharmaceutique Omega Pharma et la marque de parquets et revêtements de sol Quick-Step, sont engagés jusqu'en 2014. Omega Pharma est le nouveau sponsor principal de l'équipe, qui prend par conséquent le nom d'Omega-Pharma-Quick Step. Omega Pharma a été co-sponsor de l'équipe en 2003 et 2004 et s'en est séparée pour s'associer à Lotto de 2005 à 2011. Omega Pharma et Lotto se sont séparés fin 2011, Lotto devenant sponsor principal d'une nouvelle équipe belge nommée Lotto-Belisol. La marque de parquets et revêtements de sol Quick Step est sponsor de l'équipe depuis 2003.
L'entreprise pétrolière Q8 (Kuwait Petroleum Corporation) sponsorise également l'équipe, sans toutefois apparaître dans son nom. De 2006 à 2011, Q8 a été sponsor des équipes financées par Omega Pharma et Lotto et est sponsor de courses cyclistes dont les classiques wallonnes (Liège-Bastogne-Liège et Flèche wallonne) depuis 2007. L'entreprise met fin à ses partenariats dans le cyclisme à la fin de l'année 2012,.
Le fournisseur de cycles de l'équipe est Specialized. Fournisseur de Quick Step de 2007 à 2009, la marque américaine avait choisi de sponsoriser Alberto Contador et ses équipes successives durant les deux saisons suivantes ainsi qu'HTC-Highroad en 2011.

### Arrivées et départs

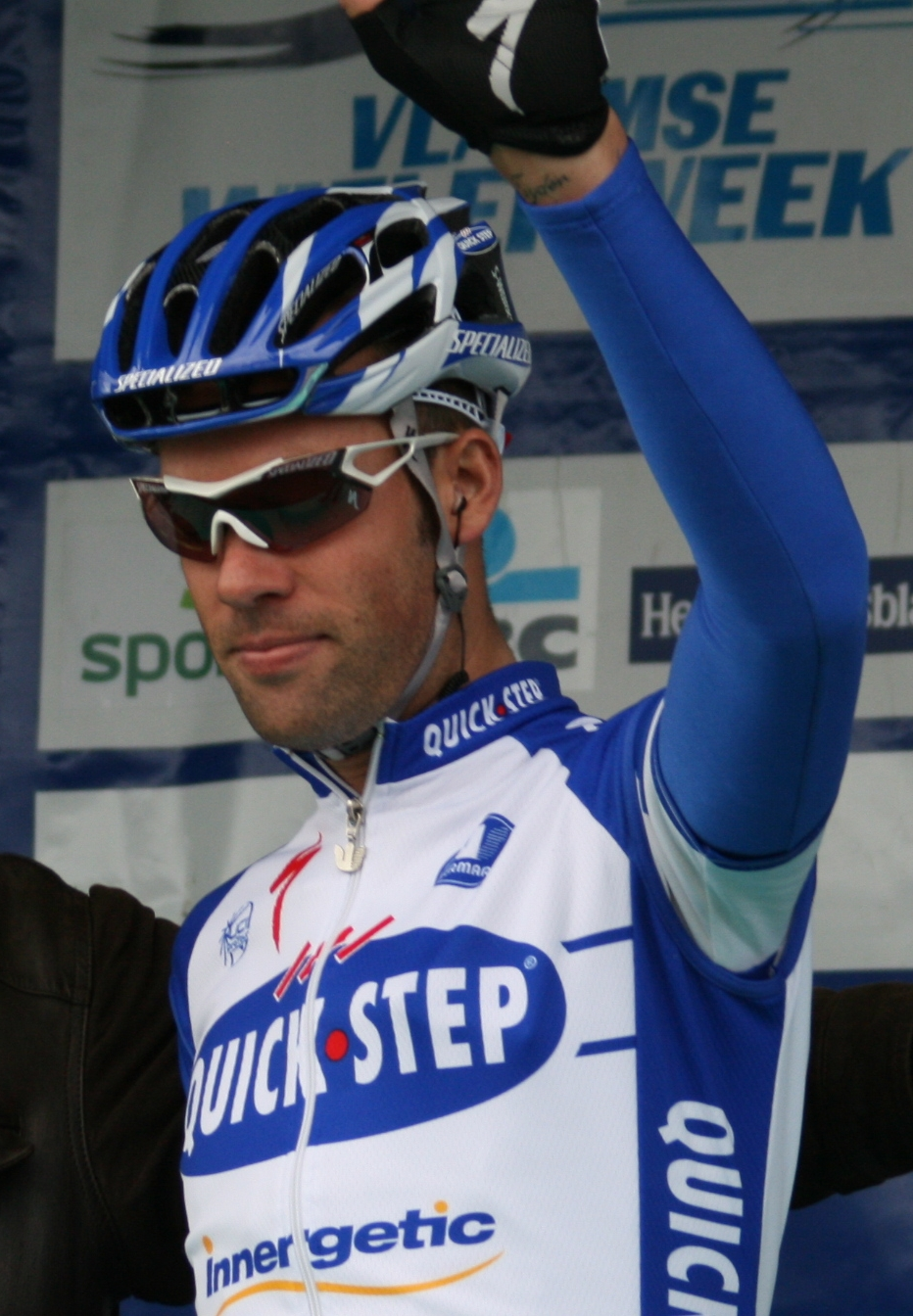
Kevin Van Impe s'en va après avoir passé six ans dans l'équipe.

Avec l'arrêt de l'équipe américaine HTC-Highroad, l'équipe QuickStep et son nouveau co-sponsor Omega Pharma recrutent plusieurs coureurs de cette ancienne équipe dont l'Irlandais Matthew Brammeier, les Allemands Bert Grabsch et Tony Martin (champion du monde contre-la-montre en titre), le Tchèque František Raboň et les frères slovaques Martin et Peter Velits. Avec la fusion des équipes RadioShack et Leopard-Trek, elle recrute également l'Américain Levi Leipheimer et le Polonais Michał Kwiatkowski. Signent aussi le Britannique Andrew Fenn (An Post-Sean Kelly), le Polonais Michał Gołaś (Vacansoleil-DCM) et les Belges Serge Pauwels (Sky) et Stijn Vandenbergh (Katusha).
Dans le même temps, plusieurs coureurs quittent l'équipe. Les Belges Andy Cappelle, Fréderique Robert, Kevin Seeldraeyers et Kevin Van Impe rejoignent respectivement Accent Jobs-Willems Veranda's, Lotto-Belisol, Astana et Vacansoleil-DCM. L'Allemand Andreas Stauff signe dans l'équipe Eddy Merckx-Indeland, Davide Malacarne chez Europcar, Francesco Reda chez Acqua & Sapone, Jan Tratnik chez Radenska et Marc de Maar chez son ancienne formation UnitedHealthcare. Le Néerlandais Addy Engels prend quant à lui sa retraite sportive et rejoint l'équipe dirigeante du Project 1t4i, devenu en mars Argos-Shimano.
| Arrivée            | Équipe 2011        |
| ------------------ | ------------------ |
| Matthew Brammeier  | HTC-Highroad       |
| Andrew Fenn        | An Post-Sean Kelly |
| Michał Gołaś       | Vacansoleil-DCM    |
| Bert Grabsch       | HTC-Highroad       |
| Michał Kwiatkowski | RadioShack         |
| Levi Leipheimer    | RadioShack         |
| Tony Martin        | HTC-Highroad       |
| Serge Pauwels      | Sky                |
| František Raboň    | HTC-Highroad       |
| Stijn Vandenbergh  | Katusha            |
| Martin Velits      | HTC-Highroad       |
| Peter Velits       | HTC-Highroad       |

| Départ             | Équipe 2012                   |
| ------------------ | ----------------------------- |
| Andy Cappelle      | Accent Jobs-Willems Veranda's |
| Marc de Maar       | UnitedHealthcare              |
| Addy Engels        | Retraite                      |
| Davide Malacarne   | Europcar                      |
| Francesco Reda     | Acqua & Sapone                |
| Fréderique Robert  | Lotto-Belisol                 |
| Kevin Seeldraeyers | Astana                        |
| Andreas Stauff     | Eddy Merckx-Indeland          |
| Jan Tratnik        | Radenska                      |
| Kevin Van Impe     | Vacansoleil-DCM               |

### Objectifs
L'équipe Omega Pharma-Quick Step reçoit en novembre 2011 sa licence World Tour, ce qui lui donne obligation de participer à l'ensemble des courses de l'UCI World Tour,. L'équipe belge, comme chaque saison, est fortement attendue sur les classiques flandriennes. Pour cela, elle compte sur Tom Boonen, vainqueur de Gand-Wevelgem en 2011 mais qui a globalement déçu l'année précédente,. Sylvain Chavanel est un autre leader pour ces courses et Niki Terpstra est également attendu en soutien de ses deux leaders.
Le recrutement de coureurs comme Levi Leipheimer, Tony Martin ou Peter Velits ouvre d'autres perspectives à l'équipe sur les courses à étapes d'une semaine ou les grands tours,. Leipheimer ou Martin sont annoncés comme des candidats au podium du Tour de France même si ce dernier parle plutôt de s'imposer sur le prologue.
Wilfried Peeters, directeur sportif de la formation belge, souhaite voir son équipe viser des victoires durant toute la saison sur tous les types de terrain. Il déclare que l'équipe est « par rapport à celle de l'an dernier, devenue beaucoup plus forte en profondeur »,.

## Déroulement de la saison

### Janvier-février: début de saison et victoires aux antipodes

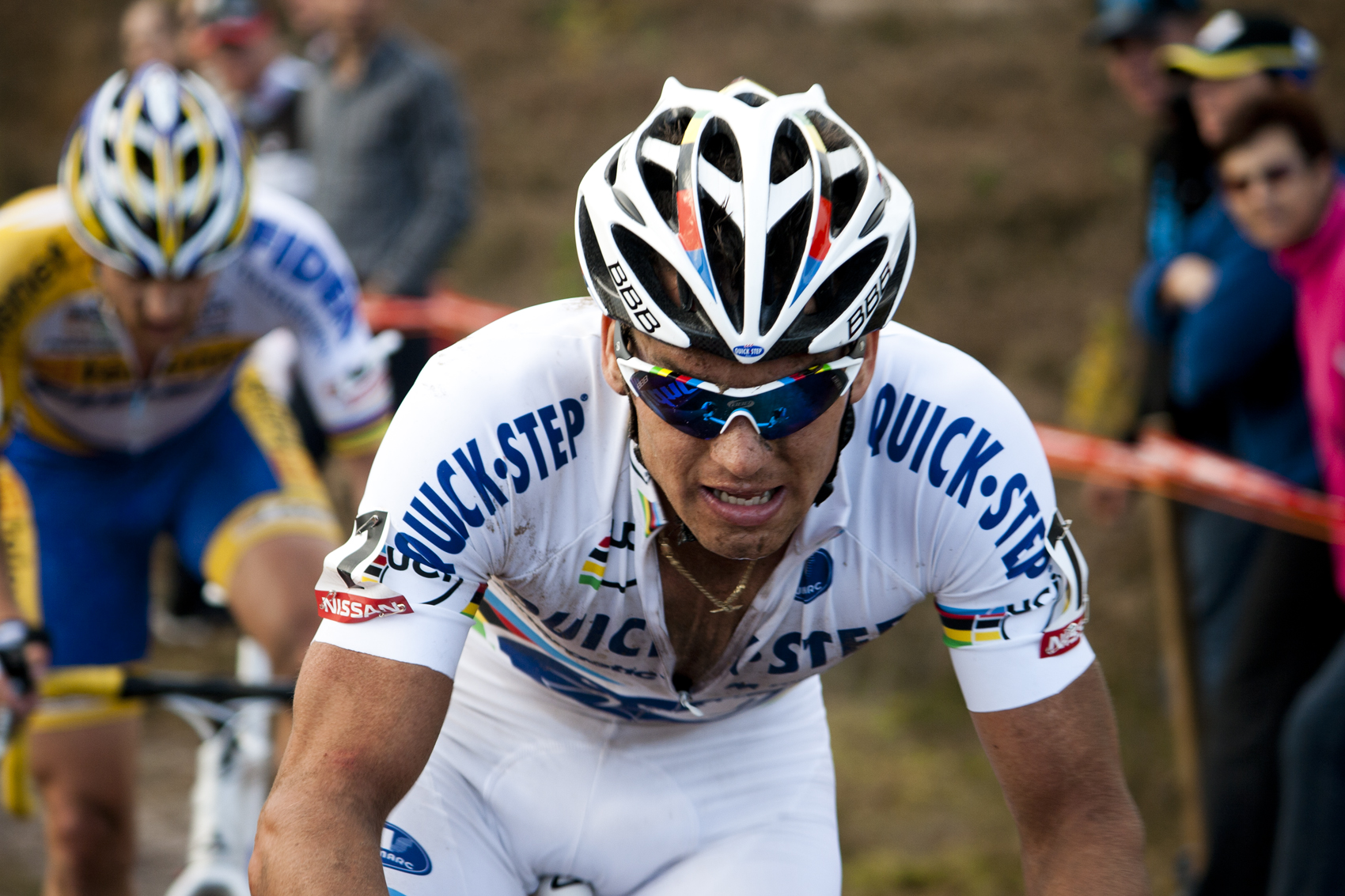
Zdeněk Štybar lors de la manche du Superprestige à Zonhoven.

Le premier coureur de l'équipe Omega Pharma-Quick Step à rentrer en action pour cette saison 2012 est le cyclo-crossman tchèque Zdeněk Štybar. Il remporte début janvier le Championnat de République tchèque de cyclo-cross et également la septième manche de la Coupe du monde de cyclo-cross à Liévin en France. Treizième du Championnat du monde de cyclo-cross à la fin du mois de janvier, Štybar gagne en février la 8e manche du Superprestige.
La première course sur route de l'équipe est ensuite la première épreuve de l'UCI World Tour, le Tour Down Under en Australie avec pour leader, l'Allemand Gerald Ciolek. Il prend la deuxième place sur la quatrième étape derrière l'Espagnol Óscar Freire et termine 13e du classement général final. L'équipe prend ensuite part au Tour de San Luis en Argentine. Elle y remporte cinq des sept étapes par l'intermédiaire de l'Italien Francesco Chicchi (1re et 2e étapes), de l'Américain Levi Leipheimer (3e étape à la suite du déclassement d'Alberto Contador et 4e étape) et Tom Boonen (7e étape). Leipheimer remporte le classement général au terme de la course. Boonen emmène ensuite l'équipe sur le Tour du Qatar où le Belge remporte les 1re et 4e étapes ainsi que le classement général devant Tyler Farrar. Pendant ce temps, en Espagne, le Britannique Andrew Fenn remporte ses deux premières courses pour l'équipe lors de ses deux premières épreuves avec des victoires sur le Trofeo Palma et le Trofeo Migjorn. Après une victoire de Gerald Ciolek lors de la quatrième étape sur le Tour de l'Algarve (devant son coéquipier Matteo Trentin, sa première victoire depuis 2 ans) où l'Allemand Tony Martin termine deuxième du classement général derrière l'Australien Richie Porte, le Slovaque Peter Velits remporte le classement général du Tour d'Oman.
Lors de la course d'ouverture en Belgique sur le Circuit Het Nieuwsblad, l'équipe voit Tom Boonen terminer deuxième de l'épreuve, battu au sprint par son compatriote Sep Vanmarcke.

### Mars-avril: domination sur les classiques flandriennes

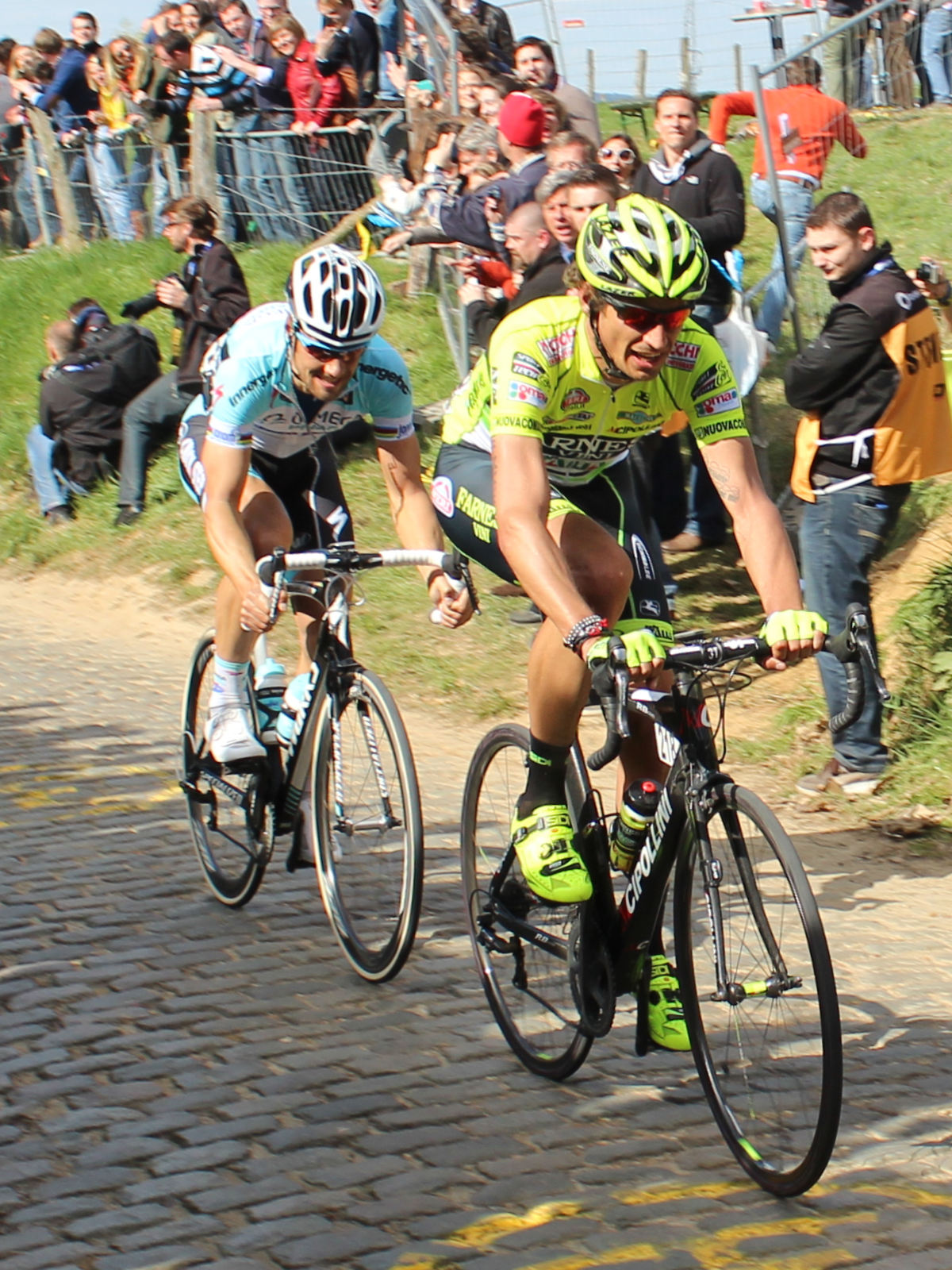
Tom Boonen et Filippo Pozzato lors du Tour des Flandres.

Le mois de mars de l'équipe Omega Pharma-Quick Step commence par les victoires de Michał Kwiatkowski (prologue), Francesco Chicchi (1re étape) et Julien Vermote (classement général) sur les Trois Jours de Flandre-Occidentale. Sur Paris-Nice, l'équipe belge aligne trois leaders avec le tenant du titre allemand Tony Martin, l'Américain Levi Leipheimer et le Français Sylvain Chavanel. L'épreuve commence avec la troisième place de Leipheimer lors de la première étape contre-la-montre et la victoire de Tom Boonen, la centième de sa carrière sur une course répertoriée par l'Union cycliste internationale,, lors de la deuxième étape. Alors qu'il est troisième du classement général derrière Bradley Wiggins et Lieuwe Westra, l'Américain chute trois fois lors de la septième étape et abandonne toute chance de bien figurer au classement final. Chavanel finit meilleur coureur de l'équipe avec une huitième place à l'arrivée à Nice.
Francesco Chicchi réalise ensuite le doublé en remportant coup sur coup Nokere Koerse et l'Handzame Classic. Sur la première grande classique de la saison, Milan-San Remo, Tom Boonen termine meilleur coureur de l'équipe en finissant 22e à l'arrivée.

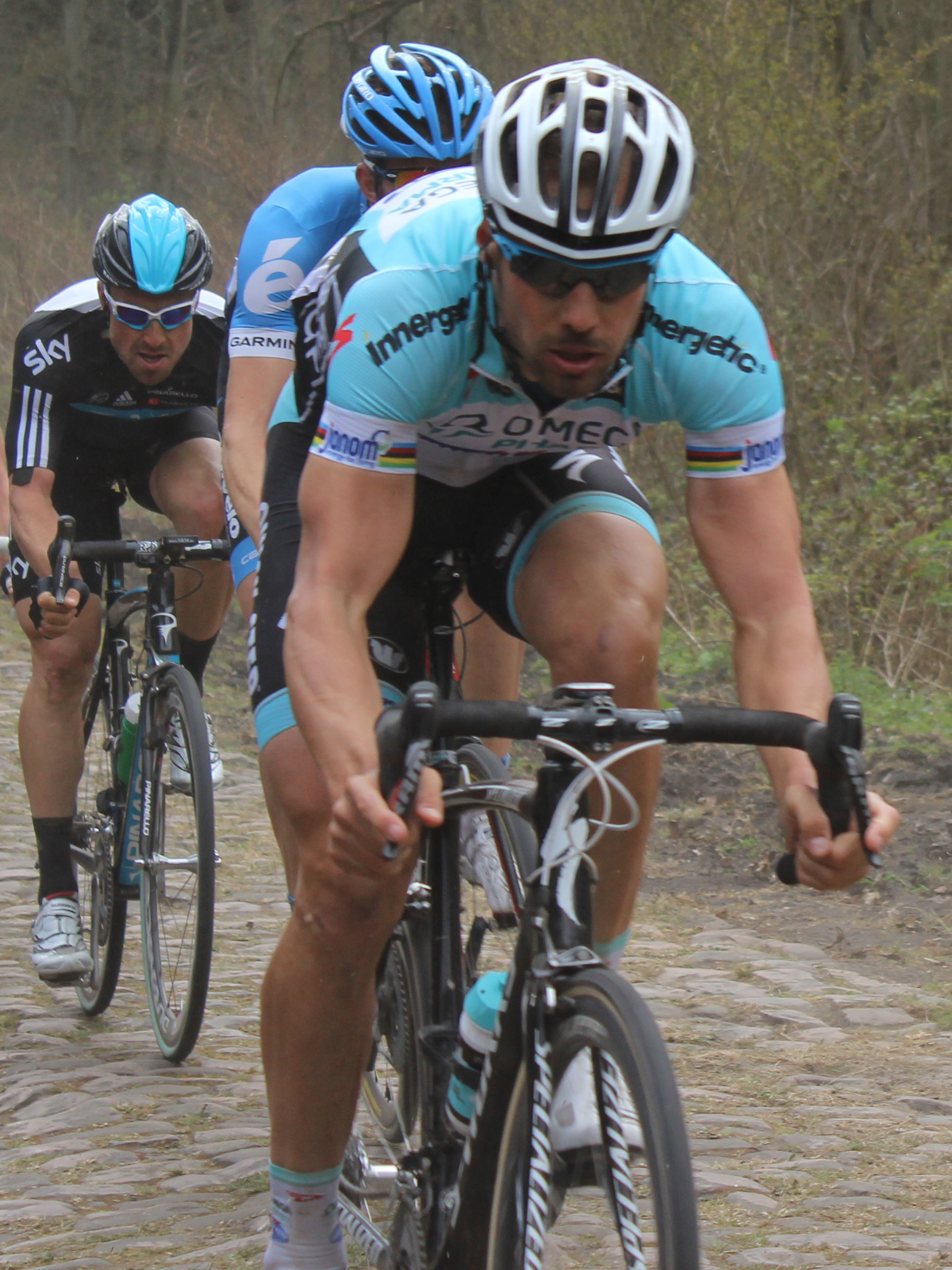
Tom Boonen sur Paris-Roubaix.

Le Néerlandais Niki Terpstra commence ensuite le festival d'Omega Pharma-Quick Step sur les classiques flandriennes en remportant À travers les Flandres en solitaire devant Sylvain Chavanel. Deux jours plus tard, Boonen remporte son cinquième Grand Prix E3 puis Gand-Wevelgem. Chavanel gagne ensuite la troisième étape contre-la-montre des Trois Jours de La Panne. Cette victoire lui permet de terminer premier du classement général. Boonen réalise ensuite son deuxième doublé Tour des Flandres-Paris-Roubaix. Il gagne le Tour des Flandres au sprint en devançant Filippo Pozzato et Alessandro Ballan puis, une semaine plus tard, Paris-Roubaix en s'échappant à 55 kilomètres de l'arrivée. Boonen prend la tête de l'UCI World Tour après sa victoire sur le Tour des Flandres.
Pendant ce temps là, Martin termine cinquième du Tour du Pays basque et la formation belge prend la tête du classement World Tour par équipes. Le coureur allemand, ainsi que Levi Leipheimer, sont cependant tous les deux renversés par une voiture à l'entraînement au cours du mois d'avril. Leipheimer est victime d'une fracture d'un péroné alors que Martin subit plusieurs fractures au visage, à l'omoplate gauche et à un bras. À la fin du mois, le Belge Iljo Keisse remporte la septième étape du Tour de Turquie : malgré une chute dans un virage à 90° lors du dernier kilomètre, il conserve néanmoins quelques mètres d'avance pour finir devant les sprinteurs dont l'Allemand Marcel Kittel, deuxième.

### Mai-juin: Tour d'Italie et avant-Tour

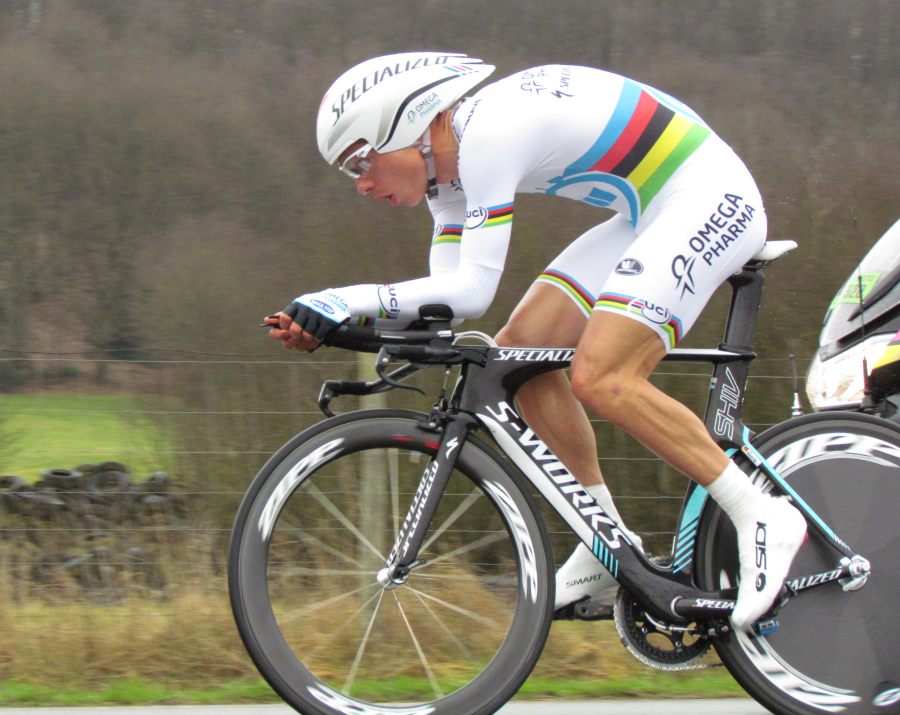
Tony Martin remporte le contre-la-montre et le classement général du Tour de Belgique.

Le 28 avril, l'équipe Omega Pharma-Quick Step annonce les coureurs alignés sur le Tour d'Italie. On y retrouve l'Italien Dario Cataldo, douzième l'édition précédente et qui est le leader de l'équipe, Marco Bandiera, Francesco Chicchi, le sprinteur de l'équipe, les Polonais Michał Gołaś et Michał Kwiatkowski, les Belges Nikolas Maes, Serge Pauwels et Julien Vermote et le Slovaque Martin Velits. Alors que débute le premier grand tour de la saison, Omega Pharma-Quick Step prend part à d'autres courses comme les Quatre Jours de Dunkerque où le Tchèque Zdeněk Štybar remporte la quatrième étape au sommet du Mont Cassel. Le Tchèque se classe le lendemain deuxième du classement général au terme de la course derrière le Français Jimmy Engoulvent. Sur le Giro, lors de la 6e étape, le Polonais Gołaś s'échappe en début d'étape. Il termine troisième de l'étape derrière le vainqueur Miguel Ángel Rubiano et manque de prendre le maillot rose de leader pour 15 secondes derrière l'Italien Adriano Malori. Il est de nouveau échappé lors de la 12e étape qu'il termine neuvième. Il prend la tête du classement de la montagne après cette étape mais cède sa place trois jours plus tard à l'Italien Matteo Rabottini lors de la 15e étape. Lors du dernier week-end de mai, l'Allemand Tony Martin gagne la 4e étape du Tour de Belgique contre-la-montre et remporte le classement général tandis que sur le Tour d'Italie, Dario Cataldo termine meilleur coureur de l'équipe avec une 12e place à l'arrivée à Milan. À l'issue du Giro, Tom Boonen et Omega Pharma-Quick Step perdent leur place de leader du World Tour au profit de Joaquim Rodríguez et de sa formation Katusha. Début juin, l'équipe participe aux deux courses World Tour, le Critérium du Dauphiné et le Tour de Suisse. Sur la course française, Tony Martin et Sylvain Chavanel obtiennent des places d'honneur sur le prologue et le contre-la-montre. Gerald Ciolek termine une fois deuxième d'étape derrière Edvald Boasson Hagen. Martin termine premier coureur de l'équipe avec une 23e place au classement général final. Sur la course helvète, l'Américain Levi Leipheimer défend son titre en préparation pour le Tour de France. Après un prologue moyen mais de bonnes performances en montagne, il termine troisième du classement général final derrière le Portugais Rui Costa et le Luxembourgeois Fränk Schleck.
À la fin du mois, les coureurs de l'équipe participent aux différents championnats nationaux. Sur l'épreuve du contre-la-montre, Sylvain Chavanel est victorieux en France, Peter Velits en Slovaquie devant son frère Martin, Tony Martin en Allemagne devant son coéquipier Bert Grabsch ainsi que Dario Cataldo en Italie. Sur la course en ligne, l'équipe gagne en Belgique avec Tom Boonen, aux Pays-Bas avec Niki Terpstra, en Pologne avec Michał Gołaś et en Irlande avec Matthew Brammeier.

### Juillet-août: Tour de France, JO et début du Tour d'Espagne

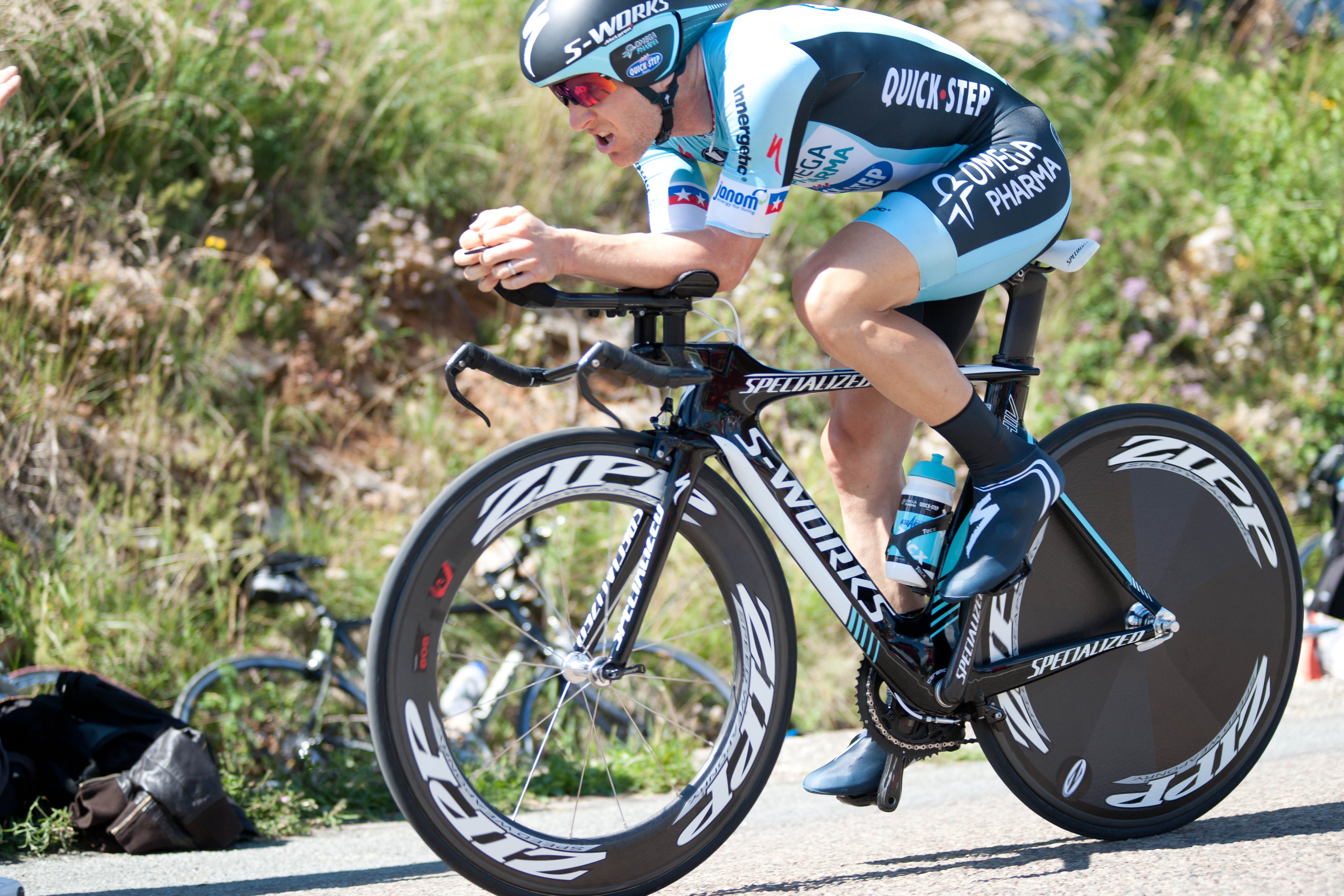
Levi Leipheimer est le leader de l'équipe sur le Tour de France.

Le 20 juin, l'équipe Omega Pharma-Quick Step annonce les neuf coureurs qui disputeront le Tour de France. On y retrouve les Français Sylvain Chavanel et Jérôme Pineau, les Belges Kevin De Weert, Dries Devenyns et Stijn Vandenbergh, les Allemands Bert Grabsch et Tony Martin, l'Américain Levi Leipheimer ainsi que le Slovaque Peter Velits. Malheureusement pour Vandenbergh, blessé, il ne peut pas prendre le départ du Tour à Liège et est remplacé par Martin Velits. Lors du prologue en Belgique, Chavanel réalise la meilleure performance de l'équipe avec une troisième place le jour de son anniversaire alors que Martin subit une crevaison et Leipheimer déçoit (80e). Lors de la première étape en ligne, plusieurs chutes émaillent le parcours dont sont victimes notamment Pineau et Martin. L'Allemand souffre d'une jambe meurtrie et d'une fracture du scaphoïde mais les deux coureurs restent dans la course. À l'arrivée de l'étape à Seraing, Chavanel dynamite la course mais ne peut empêcher la victoire de Peter Sagan. Le Français retente de sortir du peloton dans les derniers kilomètres de la 3e étape en attaquant à 5 kilomètres de l'arrivée. Il est repris à 450 mètres de la ligne où Sagan s'impose encore une fois et Peter Velits termine troisième. Lors de la première étape de montagne, la 7e, au sommet de La Planche des Belles Filles, le leader de l'équipe, Levi Leipheimer, ne peut pas suivre le rythme imposé par les coureurs de l'équipe Sky et il rejoint l'arrivée avec plus de trois minutes de retard sur le vainqueur, le Britannique Christopher Froome. Sur la 8e étape à Porrentruy en Suisse, l'Américain perd encore une minute sur les principaux favoris. Le contre-la-montre, théâtre de la 9e étape entre Arc-et-Senans et Besançon voit deux coureurs de l'équipe terminer dans le Top 10, Chavanel (5e) et Velits (7e). Dries Devenyns rate ensuite de peu la victoire d'étape, n'étant repris par Thomas Voeckler qu'à 450 mètres de la ligne d'arrivée à Bellegarde-sur-Valserine. La première étape de haute montagne du tour voit Peter Velits prendre l'échappée matinale avant d'être lâché par le futur vainqueur Pierre Rolland dans la montée du col de la Croix-de-Fer. Leipheimer perd alors 23 minutes sur les leaders du classement général et Velits devient le premier coureur classé de l'équipe, en 24e position à 27 minutes du maillot jaune. Lors des journées de transition entre les Alpes et les Pyrénées, Jérôme Pineau s'échappe lors de la 13e étape mais l'étape se termine au sprint avec la victoire d'André Greipel. Le lendemain, Martin Velits prends à son tour la bonne échappée mais est lâché dans la montée du mur de Péguère et termine huitième de l'étape. L'équipe ne réalise pas une grande traversée des Pyrénées même si Leipheimer s'échappe lors de la 17e étape. Lors du dernier contre-la-montre de l'épreuve, Peter Velits prend la quatrième place, à un peu plus de deux minutes de Bradley Wiggins. Après la dernière étape aux Champs-Élysées, Peter Velits termine premier coureur de l'équipe avec une 27e place finale alors qu'Omega Pharma-Quick Step termine 12e du classement par équipes.
Pendant le Tour de France se déroule d'autres courses comme le Tour de Pologne. L'équipe y engage notamment Tom Boonen en préparation pour les Jeux olympiques. Elle voit le Tchèque Zdeněk Štybar remporter la 3e étape au sprint devant les Italiens Francesco Gavazzi et Sacha Modolo. Le Polonais Michał Kwiatkowski porte également le maillot de leader à l'issue de la 4e étape avant de le perdre au profit de Moreno Moser lors de la 6e étape. Il termine finalement deuxième du classement général derrière l'Italien.

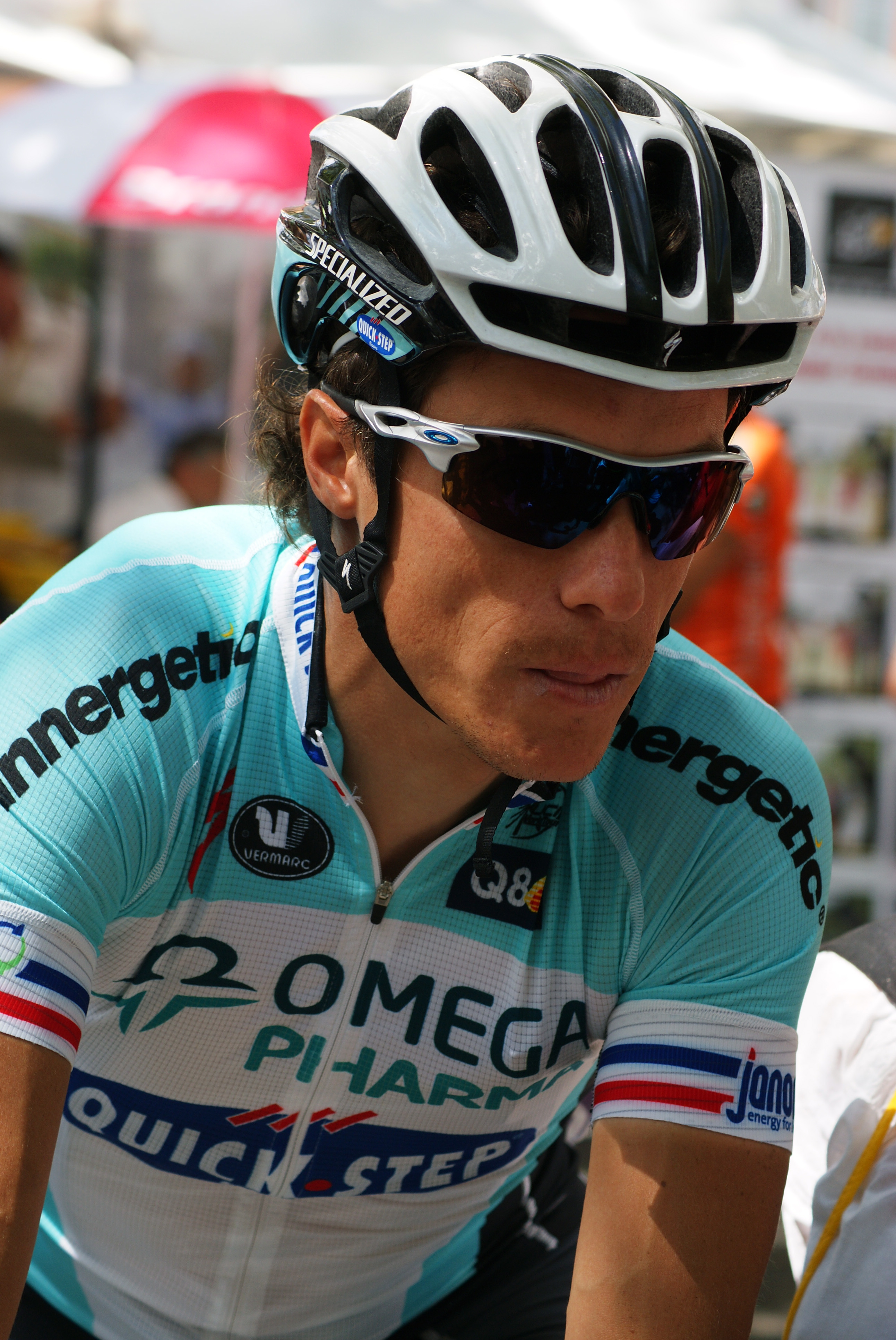
Sylvain Chavanel, meilleur coureur de l'équipe lors de la course en ligne des JO de Londres.

Le mois de juillet voit aussi la tenue des Jeux olympiques avec une course en ligne et un contre-la-montre. Plusieurs coureurs de l'équipe sont engagés dans les équipes nationales participantes. On y retrouve Tony Martin et Bert Grabsch pour l'Allemagne, Tom Boonen et Stijn Vandenbergh pour la Belgique, Niki Terpstra pour les Pays-Bas, Sylvain Chavanel pour la France et Michał Gołaś et Michał Kwiatkowski pour la Pologne alors que pour le contre-la-montre, Grabsch, Martin et Chavanel prennent le départ. Le 28 juillet lors de la course en ligne, Chavanel réalise la meilleure performance des coureurs de l'équipe engagés avec une 20e place sur la ligne d'arrivée à huit secondes du vainqueur et champion olympique, le Kazakh Alexandre Vinokourov,. Le 1er août, lors de l'épreuve chronométrée, Tony Martin réalise le deuxième temps à 42 secondes du vainqueur Bradley Wiggins alors que Bert Grabsch termine huitième et Chavanel 29e.
Au début du mois d'août, deux jeunes coureurs signent dans l'équipe pour la fin de saison en tant que stagiaires, le Français Florian Sénéchal et le Belge Jeroen Hoorne. L'équipe participe notamment à l'Eneco Tour, une course World Tour disputée en Belgique et aux Pays-Bas. Sur cette épreuve, elle termine seconde de la deuxième étape, un contre-la-montre par équipes derrière l'équipe australienne Orica-GreenEDGE et permet à Tom Boonen de porter le maillot blanc de leader à l'issue de la 4e étape. Il le perd dans le contre-la-montre individuel remporté par le Canadien Svein Tuft mais Sylvain Chavanel se place troisième du classement général. Le Français gagne une place lors de la dernière étape remportée par Alessandro Ballan et termine deuxième du classement final derrière le coureur de la formation Rabobank Lars Boom. L'équipe place deux autres membres dans le Top 10 avec Terpstra troisième et Kwiatkowski huitième. Sur le Tour de l'Ain qui se déroule en même temps, l'équipe remporte le contre-la-montre par équipes lors de la 2eb étape. Serge Pauwels termine premier coureur de l'équipe avec une neuvième place finale. Une troisième course se déroule en simultané, le Tour de l'Utah dont Levi Leipheimer est le tenant du titre. Il y remporte la sixième étape et termine sixième du classement général. Cette course est également la première du stagiaire belge Jeroen Hoorne. Ensuite, le 15 août, lors des championnats de Belgique contre-la-montre, Kristof Vandewalle devient champion de Belgique en devançant Ben Hermans et le tenant du titre Philippe Gilbert.
Le 12 août, l'équipe annonce les participants au Tour d'Espagne qui commence le 18 août à Pampelune. On y retrouve l'Allemand Tony Martin, l'Italien Dario Cataldo, les Belges Kevin De Weert, Serge Pauwels, Gert Steegmans et Kristof Vandewalle, les Tchèques František Raboň et Zdeněk Štybar et le Néerlandais Niki Terpstra. La première étape, un contre-la-montre par équipes dans les rues de Pampelune voit Omega Pharma-Quick Step terminer deuxième derrière la formation Movistar. Lors de la 4e étape arrivant au sommet de Valdezcaray, Martin s'échappe tôt dans la journée et après avoir compté 13 minutes d'avance, les rescapés de l'échappée se disputent la victoire mais l'Allemand est battu au sprint par l'Australien Simon Clarke,. On retrouve ensuite Vandewalle aux avant-postes lors de la 6e étape puis Rabon lors de la 7e. Lors du Tour du Colorado disputé pendant la Vuelta, Levi Leipheimer termine troisième du classement général derrière Christian Vande Velde et Tejay van Garderen après avoir pris le maillot de leader lors de l'avant-dernière étape. Les 31 août et 1er septembre a lieu la première édition de la World Ports Classic. Sur cette course, Tom Boonen remporte la première étape au sprint devant André Greipel et Alexander Kristoff. Le lendemain, il remporte le général.

### Septembre-octobre: fin du Tour d'Espagne et fin de saison
Le 3 septembre, l'Italien Dario Cataldo s'échappe lors de la 16e étape du Tour d'Espagne entre Gijón et Cuitu Negru. Il l'emporte au sommet en devançant à l'arrivée le Belge Thomas De Gendt, la première victoire d'Omega Pharma-Quick Step sur un grand tour cette saison. Quelques jours plus tard, Tom Boonen gagne au sprint Paris-Bruxelles devant Michael Matthews et Óscar Freire. Au classement final du Tour d'Espagne 2012, Serge Pauwels termine premier coureur de l'équipe avec une 24e place.
Le 16 septembre, Omega Pharma-Quick Step participe à la première édition du Championnat du monde du contre-la-montre par équipes de marques avec Tom Boonen, Sylvain Chavanel, Tony Martin, Niki Terpstra, Kristof Vandewalle et Peter Velits. L'équipe, qui réalise le temps d'une heure 3 minutes 17 secondes et trois centièmes, gagne ce championnat avec trois secondes d'avance sur l'équipe BMC Racing. Trois jours plus tard, l'Allemand Martin remporte son second titre de champion du monde du contre-la-montre en devançant l'Américain Taylor Phinney et le Biélorusse Vasil Kiryienka. Lors de la course en ligne, plusieurs coureurs de l'équipe représentent leurs pays lors de l'épreuve. On retrouve Tom Boonen, Kevin De Weert et Dries Devenyns pour la Belgique, Sylvain Chavanel pour la France, Dario Cataldo et Matteo Trentin pour l'Italie, Niki Terpstra pour les Pays-Bas, František Raboň et Zdeněk Štybar pour la République tchèque, Michał Gołaś pour la Pologne et Peter et Martin Velits pour la Slovaquie. Le meilleur coureur de l'équipe à l'arrivée est Boonen qui termine 12e d'une course remportée par son coéquipier du jour, Philippe Gilbert.
Le 10 octobre, l'USADA annonce la suspension de Levi Leipheimer pour six mois pour ses aveux de dopage sur plusieurs saisons dans le cadre de l'enquête menée par l'agence sur Lance Armstrong. L'équipe déclare tout d'abord le coureur « non-actif » avant de le licencier le 16 octobre.
Côté sport, la dernière épreuve de l'UCI World Tour se déroule en Chine avec le Tour de Pékin. Tenant du titre, Tony Martin remporte la 2e étape en solitaire. Avec l'aide de l'équipe, il contrôle le reste de l'épreuve et remporte l'édition devant Francesco Gavazzi et Edvald Boasson Hagen. Martin termine la saison en gagnant le Chrono des Nations-Les Herbiers-Vendée devant son coéquipier Sylvain Chavanel. Au classement final du World Tour, l'équipe termine quatrième du classement par équipes derrière les équipes Sky, Katusha et Liquigas-Cannondale alors que le meilleur coureur en individuel est Tom Boonen, troisième derrière Joaquim Rodríguez et Bradley Wiggins.

## Coureurs et encadrement technique

### Effectif
L'effectif de l'équipe Omega Pharma-Quick Step pendant la saison 2012 est composé de 30 coureurs dont onze Belges, quatre Italiens, trois Allemands, deux Français, deux Polonais, deux Slovaques, deux Tchèques, un Irlandais, un Britannique, un Américain et un Néerlandais,. Le 1er août, deux stagiaires (un Français et un Belge) rejoignent l'équipe en provenance de l'équipe réserver EFC-Omega Pharma-Quick Step.
| Coureur                  | Date de naissance | Nationalité | Équipe 2011                 |
| ------------------------ | ----------------- | ----------- | --------------------------- |
| Marco Bandiera           | 12 juin 1984      | Italie      | Quick Step                  |
| Tom Boonen               | 15 octobre 1980   | Belgique    | Quick Step                  |
| Matthew Brammeier        | 7 juin 1985       | Irlande     | HTC-Highroad                |
| Dario Cataldo            | 17 mars 1985      | Italie      | Quick Step                  |
| Sylvain Chavanel         | 30 juin 1979      | France      | Quick Step                  |
| Francesco Chicchi        | 27 novembre 1980  | Italie      | Quick Step                  |
| Gerald Ciolek            | 19 septembre 1986 | Allemagne   | Quick Step                  |
| Kevin De Weert           | 27 mai 1982       | Belgique    | Quick Step                  |
| Dries Devenyns           | 22 juillet 1983   | Belgique    | Quick Step                  |
| Andrew Fenn              | 1er juillet 1990  | Royaume-Uni | An Post-Sean Kelly          |
| Michał Gołaś             | 29 avril 1984     | Pologne     | Vacansoleil-DCM             |
| Bert Grabsch             | 19 juin 1975      | Allemagne   | HTC-Highroad                |
| Iljo Keisse              | 21 décembre 1982  | Belgique    | Quick Step                  |
| Michał Kwiatkowski       | 2 juin 1990       | Pologne     | RadioShack                  |
| Levi Leipheimer,         | 24 octobre 1973   | États-Unis  | RadioShack                  |
| Nikolas Maes             | 9 avril 1986      | Belgique    | Quick Step                  |
| Tony Martin              | 23 avril 1985     | Allemagne   | HTC-Highroad                |
| Serge Pauwels            | 21 novembre 1983  | Belgique    | Sky                         |
| Jérôme Pineau            | 2 janvier 1980    | France      | Quick Step                  |
| František Raboň          | 26 septembre 1983 | Tchéquie    | HTC-Highroad                |
| Gert Steegmans           | 30 septembre 1980 | Belgique    | Quick Step                  |
| Zdeněk Štybar            | 11 décembre 1985  | Tchéquie    | Quick Step                  |
| Niki Terpstra            | 18 mai 1984       | Pays-Bas    | Quick Step                  |
| Matteo Trentin           | 2 août 1989       | Italie      | Quick Step                  |
| Guillaume Van Keirsbulck | 14 février 1991   | Belgique    | Quick Step                  |
| Stijn Vandenbergh        | 25 avril 1984     | Belgique    | Katusha                     |
| Kristof Vandewalle       | 5 avril 1985      | Belgique    | Quick Step                  |
| Martin Velits            | 21 février 1985   | Slovaquie   | HTC-Highroad                |
| Peter Velits             | 21 février 1985   | Slovaquie   | HTC-Highroad                |
| Julien Vermote           | 26 juillet 1989   | Belgique    | Quick Step                  |
| Stagiaire                | Date de naissance | Nationalité | Équipe 2012                 |
| Jeroen Hoorne            | 14 août 1988      | Belgique    | EFC-Omega Pharma-Quick Step |
| Florian Sénéchal         | 10 juillet 1993   | France      | EFC-Omega Pharma-Quick Step |

### Encadrement
Omega Pharma-Quick Step est dirigée par Patrick Lefevere, à la tête de l'équipe depuis sa création en 2003. Six directeurs sportifs encadrent les coureurs : Davide Bramati, Brian Holm, Wilfried Peeters, Jan Schaffrath, Tom Steels et Rik Van Slycke. Peeters est directeur sportif de l'équipe depuis sa création et a auparavant rempli cette même fonction pour l'équipe Domo-Farm Frites, également dirigée par Patrick Lefevere. Rik Van Slycke, Davide Bramati et Tom Steels font partie de l'encadrement de l'équipe respectivement depuis 2005, 2006 et 2011. Jan Schaffrath et Brian Holm étaient en 2011 directeurs sportifs de l'équipe HTC-Highroad, disparue en fin d'année faute de sponsor. Au niveau sportif, l'encadrement se complète par l'arrivée de l'entraîneur Koen Pelgrim en provenance de l'équipe Topsport Vlaanderen.
L'encadrement médical de l'équipe comprend six personnes dont cinq médecins. Yvan Van Mol a exercé cette fonction dans les équipes Del Tongo (1983-1991), GB - MG Maglificio et Mapei. José Ibarguren a auparavant officié dans les équipes Lotto et Euskaltel-Euskadi dans les années 1990, à la Lampre de 2002 à 2004, chez Euskaltel-Euskadi en 2005, Saunier Duval de 2007 à 2009 et Omega Pharma-Lotto en 2010 et 2011. Helge Riepenhof est spécialisé en traumatologie du sport. Il a été médecin de l'équipe allemande T-Mobile à partir de 2007, puis a dirigé l'encadrement médical de la structure Highroad, qui lui a succédé de 2008 à 2011. En février 2012, il est nommé à la tête de l'équipe médicale du Brighton & Hove Albion Football Club, club de football anglais. Il travaille également pour l'équipe allemande de cyclisme lors des Jeux olympiques ou des championnats du monde. Joris Van Roy est kinésithérapeute à l'hôpital de Herentals. Il fait également partie de l'équipe médicale du KVC Westerlo. Jef Brouwers, psychologue du sport, intervient également dans la préparation mentale des coureurs de l'équipe. Brouwers ne travaille pas exclusivement avec l'équipe cycliste, il est ainsi responsable de 25 athlètes belges présents aux Jeux olympiques de 2012 et des joueurs du FC Malines depuis septembre 2011. Il travaille ou a travaillé avec l'équipe nationale de hockey, la Commission centrale des arbitres (CCA) de football belge et Frank Vandenbroucke,. Toon Cruyt complète ce staff.
Riepenhof est responsable du contrôle par l'UCI des coureurs de l'équipe à sa demande. Il est présenté par le Süddeutsche Zeitung comme étant un médecin impliqué dans la lutte antidopage depuis son arrivée dans une équipe T-Mobile qui fait alors l'objet de plusieurs affaires. Il est en cela opposé à ses confrères Van Mol et Ibarguren. Ibarguren, Van Mol ainsi que Cruyt sont trois noms qui ont été évoqués dans des enquêtes portant sur des affaires de dopage, sans rapport avec leur fonction de médecin dans l'équipe Omega Pharma-Quick Step en 2012,,.

## Bilan de la saison
Gagnante à huit reprises sur route en 2011, l'équipe Omega Pharma-Quick Step est beaucoup plus prolifique en 2012 avec cinquante succès, ou cinquante-et-un si l'on inclut le titre de champion du monde du contre-la-montre obtenu par Tony Martin en sélection nationale,,. Ce total classe l'équipe belge au premier rang des équipes du World Tour en termes de victoires, à égalité avec la formation britannique Sky,. Tom Boonen est le coureur qui a remporté le plus de victoires avec 13 succès et dix-huit coureurs différents se sont imposés durant la saison.
Les succès les plus marquants de l'équipe sont le quadruplé réalisé par Boonen sur les classiques flandriennes du Grand Prix E3, Gand-Wevelgem, le Tour des Flandres et Paris-Roubaix,. Les courses flandriennes voient également Sylvain Chavanel et Niki Terpstra remporter des victoires et obtenir des places d'honneur,.
Sous l'impulsion de Tony Martin, l'équipe belge obtient plusieurs victoires en contre-la-montre, notamment les titres mondiaux en individuel et par équipes ainsi que plusieurs championnats nationaux, parmi les neuf remportés dans la saison,.
Omega Pharma-Quick Step n'obtient qu'une victoire d'étape grâce à Dario Cataldo sur les grands tours. Cataldo, douzième du Tour d'Italie, obtient la meilleure place d'un coureur de l'équipe sur ce type d'épreuves. L'équipe n'est pas à la lutte pour la victoire dans ces épreuves, les leaders Peter Velits et Levi Leipheimer étant considérés comme des déceptions,,. Leipheimer, suspendu six mois par l'USADA pour ses aveux de dopage sur plusieurs saisons dans le cadre de l'enquête menée par l'agence sur Lance Armstrong, est lui licencié avant la fin de la saison,,.
Outre ces victoires sur route, Omega Pharma-Quick Step a obtenu trois succès en cyclo-cross par Zdeněk Štybar : le titre de champion de République tchèque et une manche de la coupe du monde et du Superprestige 2011-2012. Iljo Keisse remporte sur piste trois succès dans des épreuves de Six jours.

### Victoires

#### Sur route
| Date       | Course                                                    | Pays       | Classe | Vainqueur               |
| ---------- | --------------------------------------------------------- | ---------- | ------ | ----------------------- |
| 23/01/2012 | 1re étape du Tour de San Luis                             | Argentine  | 2.1    | Francesco Chicchi       |
| 24/01/2012 | 2e étape du Tour de San Luis                              | Argentine  | 2.1    | Francesco Chicchi       |
| 25/01/2012 | 3e étape du Tour de San Luis                              | Argentine  | 2.1    | Levi Leipheimer,        |
| 26/01/2012 | 4e étape du Tour de San Luis                              | Argentine  | 2.1    | Levi Leipheimer         |
| 29/01/2012 | 7e étape du Tour de San Luis                              | Argentine  | 2.1    | Tom Boonen              |
| 29/01/2012 | Classement général du Tour de San Luis                    | Argentine  | 2.1    | Levi Leipheimer         |
| 05/02/2012 | 1re étape du Tour du Qatar                                | Qatar      | 2.HC   | Tom Boonen              |
| 05/02/2012 | Trofeo Palma                                              | Espagne    | 1.1    | Andrew Fenn             |
| 06/02/2012 | Trofeo Migjorn                                            | Espagne    | 1.1    | Andrew Fenn             |
| 08/02/2012 | 4e étape du Tour du Qatar                                 | Qatar      | 2.HC   | Tom Boonen              |
| 10/02/2012 | Classement général du Tour du Qatar                       | Qatar      | 2.HC   | Tom Boonen              |
| 18/02/2012 | 4e étape du Tour de l'Algarve                             | Portugal   | 2.1    | Gerald Ciolek           |
| 19/02/2012 | Classement général du Tour d'Oman                         | Oman       | 2.HC   | Peter Velits            |
| 02/03/2012 | Prologue des Trois Jours de Flandre-Occidentale           | Belgique   | 2.1    | Michał Kwiatkowski      |
| 03/03/2012 | 1re étape des Trois Jours de Flandre-Occidentale          | Belgique   | 2.1    | Francesco Chicchi       |
| 04/03/2012 | Classement général des Trois Jours de Flandre-Occidentale | Belgique   | 2.1    | Julien Vermote          |
| 05/03/2012 | 2e étape de Paris-Nice                                    | France     | WT     | Tom Boonen              |
| 14/03/2012 | Nokere Koerse                                             | Belgique   | 1.1    | Francesco Chicchi       |
| 16/03/2012 | Handzame Classic                                          | Belgique   | 1.1    | Francesco Chicchi       |
| 21/03/2012 | À travers les Flandres                                    | Belgique   | 1.1    | Niki Terpstra           |
| 23/03/2012 | Grand Prix E3                                             | Belgique   | WT     | Tom Boonen              |
| 25/03/2012 | Gand-Wevelgem                                             | Belgique   | WT     | Tom Boonen              |
| 29/03/2012 | 3eb étape des Trois Jours de La Panne                     | Belgique   | 2.HC   | Sylvain Chavanel        |
| 29/03/2012 | Classement général des Trois Jours de La Panne            | Belgique   | 2.HC   | Sylvain Chavanel        |
| 01/04/2012 | Tour des Flandres                                         | Belgique   | WT     | Tom Boonen              |
| 08/04/2012 | Paris-Roubaix                                             | France     | WT     | Tom Boonen              |
| 28/04/2012 | 7e étape du Tour de Turquie                               | Turquie    | 2.HC   | Iljo Keisse             |
| 07/05/2012 | 4e étape des Quatre Jours de Dunkerque                    | France     | 2.HC   | Zdeněk Štybar           |
| 26/05/2012 | 4e étape du Tour de Belgique                              | Belgique   | 2.HC   | Tony Martin             |
| 27/05/2012 | Classement général du Tour de Belgique                    | Belgique   | 2.HC   | Tony Martin             |
| 21/06/2012 | Championnat de France du contre-la-montre                 | France     | CN     | Sylvain Chavanel        |
| 21/06/2012 | Championnat de Slovaquie du contre-la-montre              | Slovaquie  | CN     | Peter Velits            |
| 22/06/2012 | Championnat d'Allemagne du contre-la-montre               | Allemagne  | CN     | Tony Martin             |
| 24/06/2012 | Championnat d'Italie du contre-la-montre                  | Italie     | CN     | Dario Cataldo           |
| 24/06/2012 | Championnat des Pays-Bas sur route                        | Pays-Bas   | CN     | Niki Terpstra           |
| 24/06/2012 | Championnat de Belgique sur route                         | Belgique   | CN     | Tom Boonen              |
| 24/06/2012 | Championnat de Pologne sur route                          | Pologne    | CN     | Michał Gołaś            |
| 24/06/2012 | Championnat d'Irlande sur route                           | Irlande    | CN     | Matthew Brammeier       |
| 12/07/2012 | 3e étape du Tour de Pologne                               | Pologne    | WT     | Zdeněk Štybar           |
| 08/08/2012 | 2eb étape du Tour de l'Ain                                | France     | 2.1    | Omega Pharma-Quick Step |
| 12/08/2012 | 6e étape du Tour de l'Utah                                | États-Unis | 2.1    | Levi Leipheimer         |
| 15/08/2012 | Championnat de Belgique du contre-la-montre               | Belgique   | CN     | Kristof Vandewalle      |
| 31/08/2012 | 1re étape de la World Ports Classic                       | Pays-Bas   | 2.1    | Tom Boonen              |
| 01/09/2012 | Classement général de la World Ports Classic              | Pays-Bas   | 2.1    | Tom Boonen              |
| 03/09/2012 | 16e étape du Tour d'Espagne                               | Espagne    | WT     | Dario Cataldo           |
| 08/09/2012 | Paris-Bruxelles                                           | Belgique   | 1.HC   | Tom Boonen              |
| 16/09/2012 | Championnat du monde du contre-la-montre par équipes      | Pays-Bas   | CM     | Omega Pharma-Quick Step |
| 10/10/2012 | 2e étape du Tour de Pékin                                 | Chine      | WT     | Tony Martin             |
| 13/10/2012 | Classement général du Tour de Pékin                       | Chine      | WT     | Tony Martin             |
| 21/10/2012 | Chrono des Nations-Les Herbiers-Vendée                    | France     | 1.1    | Tony Martin             |

#### En cyclo-cross
| Date       | Course                                           | Pays     | Classe | Vainqueur     |
| ---------- | ------------------------------------------------ | -------- | ------ | ------------- |
| 08/01/2012 | Championnat de République tchèque de cyclo-cross | Tchéquie | CN     | Zdeněk Štybar |
| 15/01/2012 | 7e manche de la Coupe du monde, Liévin           | France   | CDM    | Zdeněk Štybar |
| 11/02/2012 | 8e manche du Superprestige, Middelkerke          | Belgique | C1     | Zdeněk Štybar |

#### Sur piste
Durant l'année 2012, Iljo Keisse obtient trois victoires lors de courses de six jours, avec trois partenaires différents et qui ne sont pas membres de l'équipe Omega Pharma-Quick Step.
| Date       | Course                  | Pays     | Classe | Vainqueur                     |
| ---------- | ----------------------- | -------- | ------ | ----------------------------- |
| 07/02/2012 | Six jours de Copenhague | Danemark | C2     | Iljo Keisse - Marc Hester     |
| 27/10/2012 | Six jours de Grenoble   | France   | C1     | Iljo Keisse - Kenny De Ketele |
| 25/11/2012 | Six jours de Gand       | Belgique | C1     | Iljo Keisse - Glenn O'Shea    |

### Résultats sur les courses majeures
Les tableaux suivants représentent les résultats de l'équipe dans les principales courses du calendrier international (les cinq classiques majeures et les trois grands tours). Pour chaque épreuve est indiqué le meilleur coureur de l'équipe, son classement ainsi que les accessits glanés par Omega Pharma-Quick Step sur les courses de trois semaines.

#### Classiques
| Classique            | Milan-San Remo   | Tour des Flandres | Paris-Roubaix    | Liège-Bastogne-Liège | Tour de Lombardie   |
| -------------------- | ---------------- | ----------------- | ---------------- | -------------------- | ------------------- |
| Coureur (classement) | Tom Boonen (22e) | Tom Boonen (1er)  | Tom Boonen (1er) | Dries Devenyns (28e) | Dario Cataldo (30e) |

#### Grands tours
| Grand tour           | Tour d'Italie       | Tour de France     | Tour d'Espagne                     |
| -------------------- | ------------------- | ------------------ | ---------------------------------- |
| Coureur (classement) | Dario Cataldo (12e) | Peter Velits (27e) | Serge Pauwels (24e)                |
| Accessits            | Prix du Fair-Play   | -                  | 1 victoire d'étape (Dario Cataldo) |

### Classement UCI
L'équipe Omega Pharma-Quick Step termine à la quatrième place du World Tour avec 1 162 points. Ce total est obtenu par l'addition des 200 points amenés par le titre mondial du championnat du monde du contre-la-montre par équipes et des points des cinq meilleurs coureurs de l'équipe au classement individuel que sont Tom Boonen, 3e avec 410 points, Tony Martin, 28e avec 171 points, Niki Terpstra, 31e avec 160 points, Sylvain Chavanel, 45e avec 113 points, et Michał Kwiatkowski, 48e avec 108 points,. Au cours de la saison, Omega Pharma-Quick Step pointe en tête du classement provisoire de l'UCI World Tour de la fin du Tour du Pays basque à celle du Tour d'Italie.
| Rang | Coureur            | Points |
| ---- | ------------------ | ------ |
| 3    | Tom Boonen         | 410    |
| 28   | Tony Martin        | 171    |
| 31   | Niki Terpstra      | 160    |
| 45   | Sylvain Chavanel   | 113    |
| 48   | Michał Kwiatkowski | 108    |
| 68   | Levi Leipheimer    | 75     |
| 75   | Dario Cataldo      | 58     |
| 144  | Gerald Ciolek      | 14     |
| 157  | Peter Velits       | 10     |
| 167  | Michał Gołaś       | 8      |
| 171  | Francesco Chicchi  | 8      |
| 180  | Zdeněk Štybar      | 6      |
| 189  | Dries Devenyns     | 4      |
| 198  | Kevin De Weert     | 4      |
| 200  | Andrew Fenn        | 4      |
| 246  | Kristof Vandewalle | 1      |